# Efraín Sánchez
Efraín Elías Sánchez Casimiro (Barranquilla, 27 febbraio 1926 – Bogotà, 16 gennaio 2020) è stato un allenatore di calcio e calciatore colombiano, di ruolo portiere.

## Carriera

### Club
All'età di 14 anni, dopo aver studiato al Colegio Boston, iniziò a giocare durante i giochi intercollegiali della città di Barranquilla.
Nel 1943 debuttò con i Millonarios, che partecipava al campionato fondato da Luis Acosta Amarís. Nel 1945 un infortunio al ginocchio lo tenne lontano dai campi per otto mesi, e considerò il ritiro, ma ci ripensò e l'anno seguente ricomparì nel calcio colombiano nel Club La Fortuna, con il quale ottenne sia la convocazione in Nazionale da parte del CT José Arana Cruz e il contratto con il San Lorenzo de Almagro, squadra argentina, dietro raccomandazione di René Pontoni.
"El Caimán" (il caimano) debuttò con il San Lorenzo il 25 aprile 1948 contro il Gimnasia La Plata, e la partita finì 2-5 per la squadra di Buenos Aires. Rimase due anni con la squadra rossoblu, e al ritorno in Colombia passò all'América de Cali debuttando il 25 settembre 1949, giocando solo 7 partite in tutto.
L'anno seguente passò al Deportivo Cali, dove però non riuscì a ripetere le gesta degli anni precedenti, decidendo così di tornare nella sua Barranquilla, sponda Junior. Nella stagione 1953-54 gioca per l'Independiente Santa Fe, e con l'Independiente Medellín vince i titoli del 1955 e del 1957. Nel 1958 passa per il Club Deportivo Atlas de Guadalajara, nel 1960 nuovamente all'Independiente Medellín: nel 1964 decide di svolgere l'incarico di giocatore-allenatore nel Millonarios.

### Nazionale
Il commissario tecnico Adolfo Pedernera lo convocò per affrontare l'ultima partita delle qualificazioni al campionato del mondo 1962 contro il Perù, qualificando così la Colombia al primo mondiale della sua storia: ai mondiali la Nazionale perse 2-1 contro l'Uruguay, pareggiò 4-4 con l'Unione Sovietica e perse 5-0 contro la Jugoslavia. In tutto Sánchez conta 30 presenze con la Colombia.

### Allenatore
A causa della malattia dell'allenatore brasiliano João Avelino, il "Caimán" assunse il duplice incarico di allenatore-giocatore. vincendo il quarto titolo consecutivo e nono complessivo per il club.
Passò velocemente per Quindío prima di tornare al Junior: nel 1974-1975 guidò la Nazionale, partecipando alla Copa América 1975, e diresse Medellín ed Once Caldas, tra le altre.

## Palmarès

### Giocatore
- Campionato colombiano: 2

Independiente Medellín: 1955, 1957

### Allenatore
- Campionato colombiano: 1

Millonarios: 1964